# 2005年12月伊拉克議會選舉
2005年12月伊拉克議會選舉於12月15日（星期四）舉行，是新的伊拉克憲法於2005年10月獲得通過後首次議會選舉，選出伊拉克議會全部275名議員。
本次選舉採用政黨名單制。230名議員由18省選出，每省的當選者由比例代表制得出。其餘45個議席是「補償席位」，分配予在全國（包括海外投票）得票率高於其在275席中已獲議席比例的名單。275名議員中需有至少25%是女性。
在醫院和拘留中心的選民以及安全部隊成員可於2005年12月12日提前投票。海外投票在12月13日開始。從12月13日起，道路交通開始受到嚴格限制，只許有特殊證件的車輛行駛，同時延長宵禁。